# The Count of Monte Cristo (film, 1913)

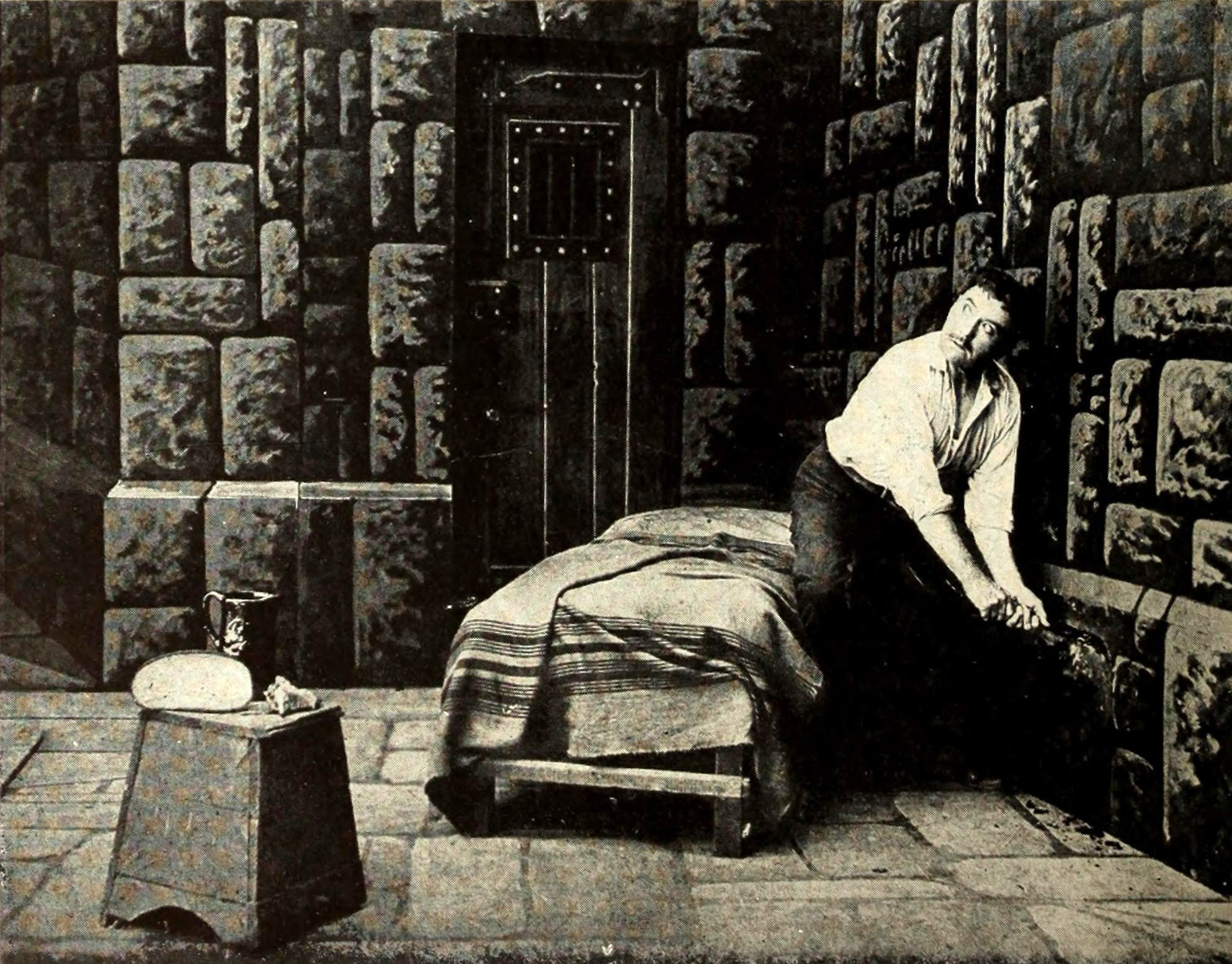
James O'Neill en Edmond Dantes.

Pour les articles homonymes, voir Le Comte de Monte-Cristo (homonymie).
The Count of Monte Cristo est un film muet américain réalisé par Edwin S. Porter et Joseph A. Golden, sorti en 1913.

## Fiche technique
- Réalisation : Edwin S. Porter, Joseph A. Golden
- Scénario : Hampton Del Ruth, d'après la pièce de Charles Fechter et le roman d'Alexandre Dumas père
- Chef-opérateur : Edwin S. Porter
- Montage : Edwin S. Porter
- Production : Adolph Zukor
- Date de sortie : États-Unis : 1er novembre 1913

## Distribution
- James O'Neill : Edmond Dantes
- Nance O'Neil : Mercedes
- Murdock MacQuarrie : Danglars